# Bolesław Popowicz

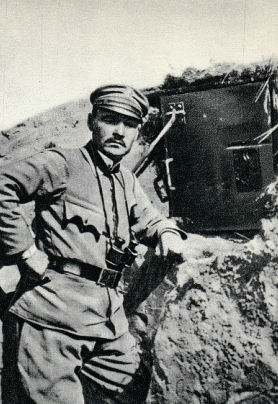
Bolesław Popowicz podczas służby w legionach (1916)

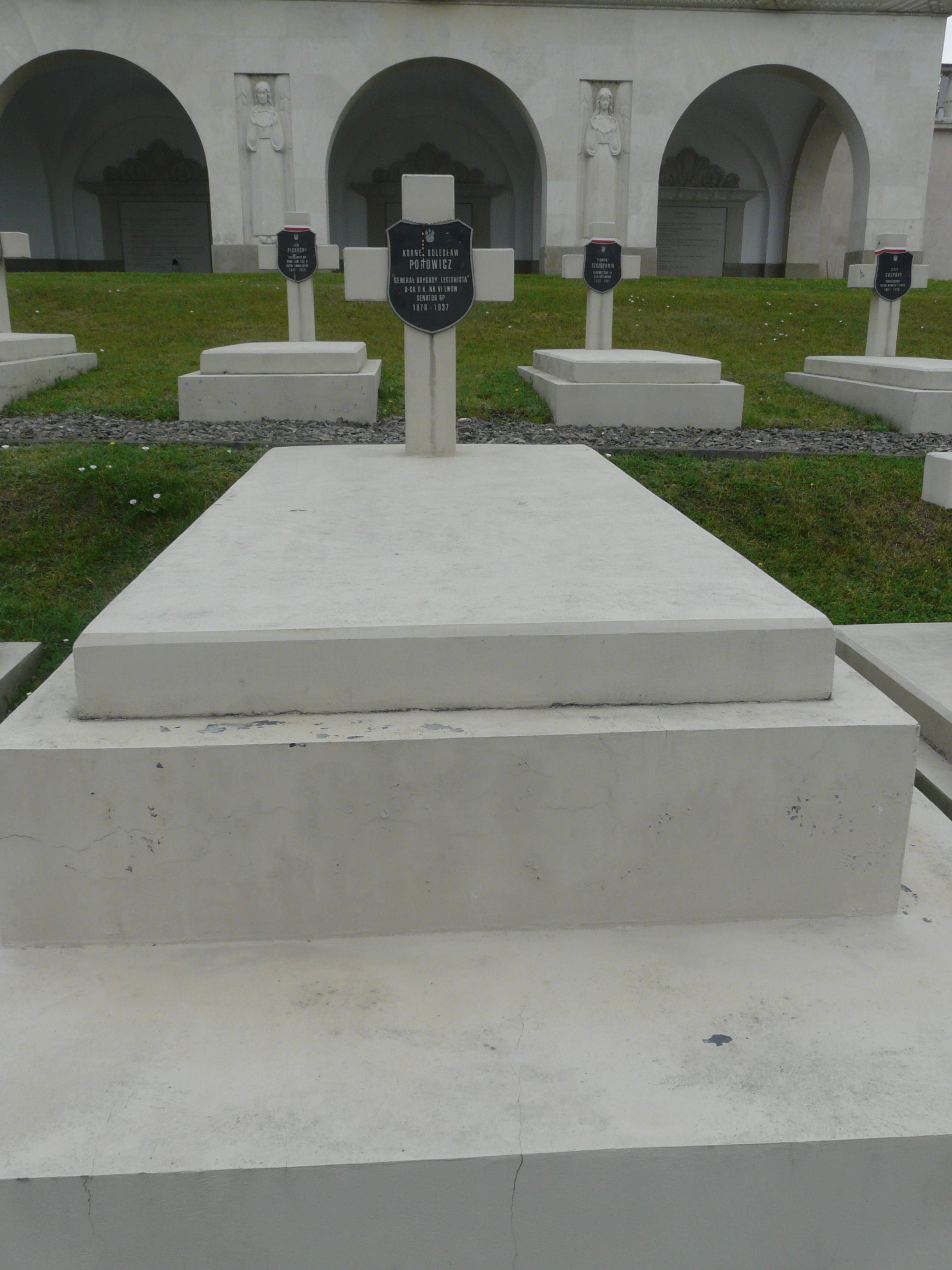
Nagrobek Bolesława Popowicza

Bolesław Kornel Popowicz (ur. 2 września 1878 w Warężu, zm. 9 stycznia 1937 we Lwowie) – generał brygady Wojska Polskiego, działacz niepodległościowy, kawaler Orderu Virtuti Militari, senator IV kadencji w II RP, wolnomularz, działacz harcerski.

## Życiorys
W latach 1904–1907 studiował na Wydziale Filozoficznym Uniwersytetu Lwowskiego. Pracował jako nauczyciel i działał w Związku Strzeleckim. W 1907 został powołany do odbycia służby wojskowej w armii austro-węgierskiej. Był czynnym członkiem Akademickiego Klubu Turystycznego we Lwowie.
Po wybuchu I wojny światowej w 1914 jako porucznik Landwehry został zmobilizowany i skierowany na front włoski, gdzie wkrótce został ranny. Latem 1915 wstąpił do Legionów Polskich. 10 czerwca 1916 roku został przydzielony do 6 pułku piechoty w składzie III Brygady na stanowisko komendanta kompanii. W 5 pułku piechoty pełnił funkcję dowódcy 2 kompanii, później był komendantem batalionu (według różnych źródeł - I lub III). W lipcu 1917 roku, po kryzysie przysięgowym, odwołany z powrotem do armii austriackiej. Walczył w Albanii, Czarnogórze i na Ukrainie. Działał w Polskiej Organizacji Wojskowej.
Od listopada 1918 roku w Wojsku Polskim. W okresie od listopada 1918 roku do stycznia 1919 roku szef sztabu Grupy Operacyjnej płk. Mieczysława Norwid-Neugebauera, dowódca 24 pułku piechoty w wojnie polsko-ukraińskiej. Krótko dowódca Okręgu Wojskowego Radom. Od stycznia 1919 do sierpnia 1920 dowódca batalionu, a potem 6 pułku piechoty Legionów. Na czele pułku walczył w wojnie polsko-bolszewickiej. Brał udział w zajęciu Kijowa. Od sierpnia 1920 do marca 1921 dowódca III Brygady Piechoty Legionów. Dowodząc brygadą walczył w obronie Warszawy i uczestniczył w bitwie nad Niemnem. Od marca 1921 do września 1926 dowódca piechoty dywizyjnej 1 Dywizji Piechoty Legionów w Wilnie, od września 1926 do marca 1928 dowódca 1 Dywizji Piechoty Legionów.
16 marca 1927 Prezydent RP Ignacy Mościcki na wniosek ministra spraw wojskowych marszałka Józefa Piłsudskiego awansował go na generała brygady ze starszeństwem z dniem 1 stycznia 1927 i 15. lokatą w korpusie generałów.
W okresie od marca 1928 do października 1935 dowódca Okręgu Korpusu Nr VI we Lwowie. Po zwolnieniu stan spoczynku osiadł we Lwowie. 15 września 1935 wybrany został senatorem RP IV kadencji z województwa lwowskiego.
Od założenia 22 września 1928 do 1935 był prezesem zarządu głównego Towarzystwo Badania Historii Obrony Lwowa i Województw Południowo-Wschodnich, a także otrzymał tytuł członka honorowego tegoż. Był działaczem harcerskim, przewodniczącym Okręgu ZHP we Lwowie. Był członkiem loży wolnomularskiej Tomasz Zan w Wilnie.
Zmarł nagle w nocy 9/10 stycznia 1937 we Lwowie. Został pochowany 12 stycznia 1937 na Cmentarzu Obrońców Lwowa.
Był żonaty, miał dzieci. Jego żona Władysława pełniła funkcję prezesa Stowarzyszenia „Rodzina Wojskowa”.

## Awanse
- podporucznik – 1 lipca 1914
- porucznik – 1 maja 1916
- kapitan – 1 listopada 1916
- podpułkownik – 11 czerwca 1920 zatwierdzony ze starszeństwem z dniem 1 kwietnia 1920
- pułkownik – zweryfikowany ze starszeństwem z dniem 1 czerwca 1919 w korpusie oficerów piechoty
- generał brygady – 16 marca 1927 ze starszeństwem z dniem 1 stycznia 1927 i 15. lokatą w korpusie generałów

## Ordery i odznaczenia
- Krzyż Srebrny Orderu Wojskowego Virtuti Militari (16 lutego 1921)[14]
- Krzyż Komandorski Orderu Odrodzenia Polski (30 kwietnia 1927)[15][16]
- Krzyż Niepodległości (6 czerwca 1931)[17]
- Krzyż Walecznych (czterokrotnie)
- Złoty Krzyż Zasługi (29 kwietnia 1925)[18]
- Krzyż Pamiątkowy 6 pułku piechoty Legionów Polskich[19]
- Odznaka ZHP „Wdzięczności”
- Wielki Oficer Orderu Korony Rumunii (Rumunia)[20]
- Order Krzyża Orła II klasy (Estonia, 1935)[21][22]
- Order Pogromcy Niedźwiedzia III klasy (Łotwa)
- Złoty Medal Waleczności "Obilica" (Królestwo Serbów, Chorwatów i Słoweńców)
- Medal 10 Rocznicy Wojny Niepodległościowej (Łotwa, 1929)[23]